# Adruk Lopoe
Adruk Lopoe, né en 1962, est un Tibétain condamné en 2007 à dix ans de prison et libéré en 2017.

## Biographie
Adruk Lopoe est né près de Ponkar dans la région de Lithang. À 8 ans, il devint moine et rejoint le monastère de Litang, il y devint maître de chant. Il a aussi exercé la fonction de maître de discipline au Monastère de Yonru Rabgyeling.

## Arrestation, accusations et procès
Adruk Lopoe et deux de ses frères ont été arrêtés le 21 août 2007 par le Bureau de la Sécurité Publique de Lithang pour avoir demandé la libération de leur oncle Runggye Adak. Ce dernier un nomade tibétain a appelé au retour du dalaï-lama, à la libération du  panchen-lama et à la liberté pour le Tibet avant d’être arrêté par la Police le 1er août 2007 lors d'une fête locale.
Adruk Lopoe a été condamné en 2007 à dix ans de prison. 
Adak Lopoe a été libéré le 21 août 2017 après avoir purgé sa peine, selon Atruk Tseten, un membre du parlement tibétain en exil et neveu de Runggye Adak.